# 白石通教
白石 通教（しらいし みちのり、1910年（明治43年）12月1日 - 1945年（昭和20年）8月15日）は、日本の陸軍軍人。最終階級は陸軍中佐。

## 経歴
本籍愛媛県。白石通則陸軍中将の二男として生れる。東京陸軍幼年学校、陸軍士官学校予科を経て、1932年7月、陸軍士官学校本科（第44期）を卒業し、同年10月、陸軍少尉に任官し歩兵第41連隊付となる。陸士予科区隊長などを経て、1940年6月　陸軍大学校（第53期）を卒業した。
第8師団参謀、ドイツ出張、第18師団参謀、陸軍省軍務局課員（軍事課）などを経て、1945年3月、陸軍中佐に進級した。同年4月に第2総軍参謀兼畑俊六元帥副官となり広島市に赴任した。同年8月6日の広島市への原子爆弾投下により被爆するも、奇跡的に難を逃れた。
1945年8月14日の御前会議に先立って開催された元帥会議に出席する畑に随行し上京。8月15日、義兄森赳近衛第1師団長を近衛師団司令部に訪問中、クーデターへの参加を拒否した森が畑中健二や近衛第一師団司令部を訪れていた航空士官学校の上原重太郎によって殺害された直後、上原とその同志である陸軍通信学校の窪田兼三少佐によって斬殺された（宮城事件）。満34歳没。

## 親族
- 妻 白石治 森赳（陸軍中将）の妹
- 義兄 伴次郎（海軍少将）・山岡重厚（陸軍中将）